# The Shamrock Handicap

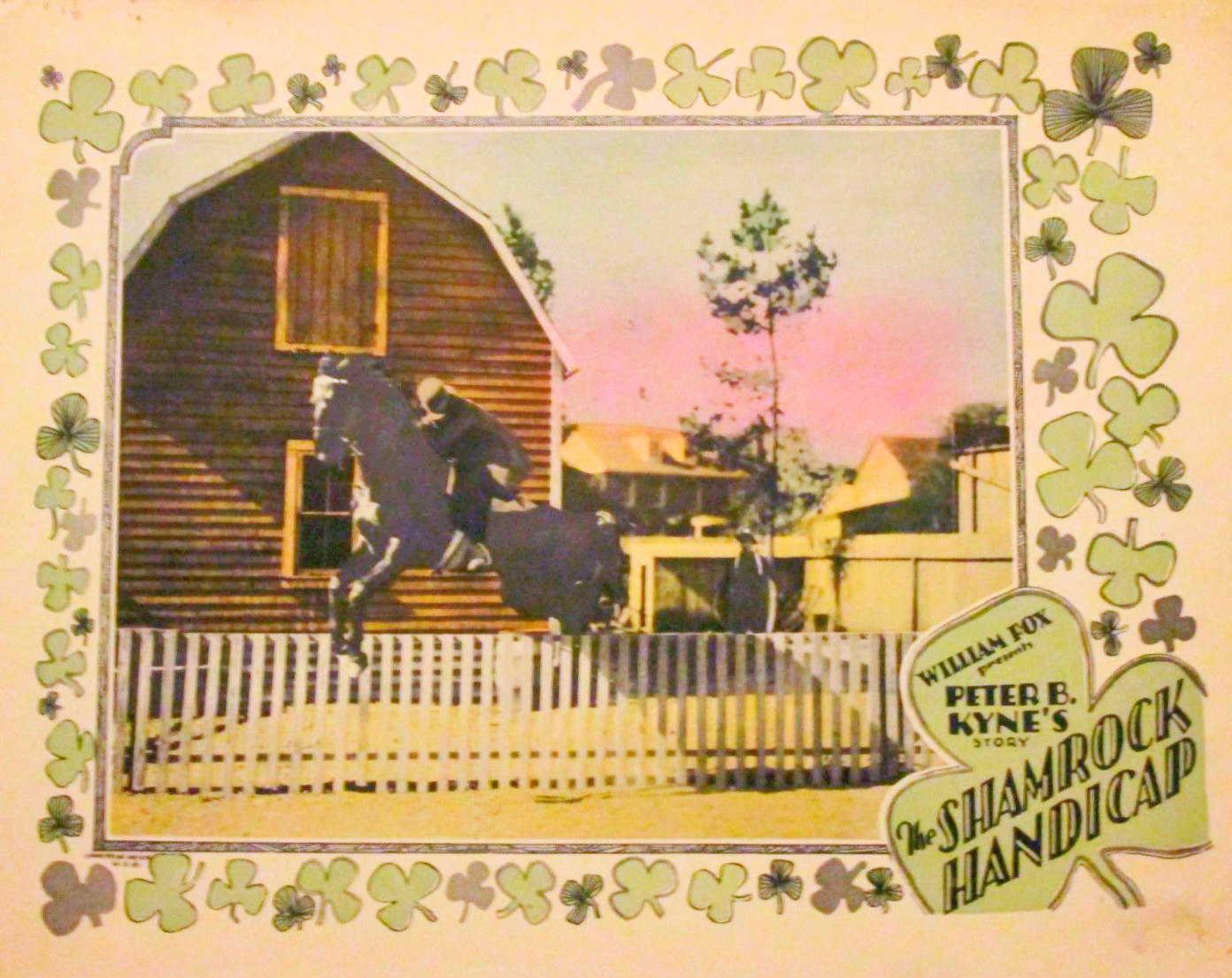
Imagem publicitária de Shamrock Handicap

The Shamrock Handicap é um filme norte-americano de 1926, do gênero romance, dirigido por John Ford. Uma cópia do filme ainda existe no Museu de Arte Moderna.